# Циганське
Цига́нське — село в Україні, у Полтавській міській громаді Полтавського району Полтавської області. Населення становить 218 осіб. До 2020 орган місцевого самоврядування — Пальчиківська сільська рада.

## Географія
Село Циганське знаходиться за 1,5 км від правого берега річки Полузір'я, на відстані 0,5 км від села Косточки. Через село проходить автомобільна дорога М03.

## Історія
Село розташоване за 18 км західніше від Полтави понад автомагістраллю Довжанський — Харків — Полтава — Київ, з обох її боків, і тягнеться понад автодорогою більше як на два кілометри.
На картах Шуберта старої і нової редакції (1869 р.) значиться хутір Циганське в якому 4 мешканці . 
У давнину тут також проходив ґрунтовий шлях на Київ. Історія виникнення села Циганське записана з розповідей старожилів села. Вона дійшла до нашого часу у переказах через декілька поколінь.
Неподалік від місцевості, де сьогодні розміщується село Циганське, на північний захід розташоване село Келебердівка (колишня назва Янківка). У тому селі жив селянин, який був злодієм. Уночі лазив по господарствах односельців, грабуючи їх, забираючи майно, птицю, скотину тощо. Якось селяни спіймали злодія і, під загрозою жорстокої розправи, змусили його тікати та назавжди покинути село. Вигнанець поселився біля Київського шляху, де побудував собі хату і завів господарство.
Одного разу Київським шляхом їхав циганський табір і у них народилась дитина. Цигани зупинились у селянина на перепочинок і взяли його за кума. Відтоді кожного разу, проїжджаючи Київським шляхом повз садибу свого кума, вони заїздили до нього у гості. Тому люди почали називати поселення Циганський кум, а з часом залишилась назва Циганське.
У переліку поселень за 1910 рік значиться хутір Циганський, який належить до групи Курилехівських хуторів (сьогодні село Пальчиківка) Єлизаветинської волості (колишнє Єлизаветино тепер село Абазівка).
У часи перебування України у складі СРСР відбувались процеси ліквідації хуторів. Тоді людей із хуторів Косточки, Бережнівка та інших, які існували понад річкою Полузір'я, було насильно відселено в інші села. Таким чином населення з ближніх хуторів переселилось і до Циганського. Так з хутора утворилось сучасне село Циганське.
12 червня 2020 року, відповідно до розпорядження Кабінету Міністрів України № 721-р «Про визначення адміністративних центрів та затвердження територій територіальних громад Полтавської області», село увійшло до складу Полтавської міської громади.
19 липня 2020 року, в результаті адміністративно - територіальної реформи та ліквідації Полтавського району (1925—2020), село увійшло до складу новоутвореного Полтавського району.

## Населення

### Мова
Розподіл населення за рідною мовою за даними перепису 2001 року:
| Мова       | Кількість | Відсоток |
| ---------- | --------- | -------- |
| українська | 210       | 96.33%   |
| російська  | 7         | 3.21%    |
| румунська  | 1         | 0.46%    |
| Усього     | 218       | 100%     |